# Martina Blos
Martina Blos (* 17. Juni 1957 in Berlin) ist eine deutsche Leichtathletin, die im Jahr 1976 an einem Weltrekord im 4-mal-100-Meter-Staffellauf beteiligt war: Eine DDR-Auswahl mit Marlies Oelsner, Renate Stecher, Carla Bodendorf und Martina Blos lief am 29. Mai 1976 in Karl-Marx-Stadt eine Zeit von 42,50 s. Sie verbesserte den bestehenden, ebenfalls von einer DDR-Staffel gehaltenen Weltrekord von 1974 um eine Hundertstelsekunde.
Bei den Olympischen Spielen 1976 schied Martina Blos beim 100-Meter-Einzelwettbewerb im Vorlauf aus.
Martina Blos startete für den TSC Berlin. Ihre Körpermaße in der Wettkampfzeit waren 1,70 m / 59 kg.